# Institut des sciences et techniques des Yvelines
Das Institut des sciences et techniques des Yvelines (ISTY) ist eine französische Ingenieurschule in Vélizy-Villacoublay auf dem Campus der Universität Versailles.
Mit einem multidisziplinären Lehrplan bildet sie innerhalb von drei Jahren Ingenieure aus, die danach hauptsächlich in der Wirtschaft arbeiten. Ziel der Ausbildung ist der sogenannte Master Ingénieur ISTY.

## Forschung und Graduiertenkolleg
- Parallelismus, Netzwerke, Systeme, Modellierung
- Systems Engineering[2]